# Neve (artista)
Neve, pseudonimo di Danilo Pistone (Torino, 17 ottobre 1986), è un artista italiano, considerato uno dei più importanti esponenti del neomuralismo e dell'arte di strada in Italia.

## Biografia

### Esordi
Neve inizia a dipingere come writer sui muri e i treni del capoluogo piemontese già nel 1995, ma è solo con l’inizio del nuovo millennio che, trasferitosi a Milano, sperimenta oltre ai graffiti anche interventi urbani più vicini a quella che in seguito sarà definita arte di strada.
Nei primi anni del Duemila, Neve realizza opere dal forte messaggio sociale – come le serie di poster Why per i monaci tibetani e il David rappresentato con la kefiah (affisso anche a Gaza) – e sperimenta differenti linguaggi visivi, esprimendosi in performance ed installazioni urbane di carattere concettuale. Tra queste, attira l’attenzione dei media il progetto Street Commando (2008), nel quale l’artista dissemina mezzi bellici di cartone e palloncini a forma di bombe a grappolo per la città meneghina.
Nel 2008 si laurea con lode in Arti Visive alla Nuova Accademia di Belle Arti (NABA) di Milano con il free press Detriti a cura di Marcello Maloberti.
Sempre nel 2008 espone le sue opere nella bipersonale con Ozmo presso la Galleria Magrorocca di Milano e ancora giovanissimo (insieme al collettivo Int 55) partecipa a Scala Mercalli, considerata allora la più grande mostra sull'arte di strada in Italia.

### Neomuralismo
Con il muro No Future Falls from Sky (2008), Neve realizza uno tra i primi interventi figurativi di neomuralismo in Italia e definisce il suo stile espressivo. 
A partire dal 2008, dipinge in tutta Europa, diventando uno dei più rinomati ed importanti neomuralisti italiani. 

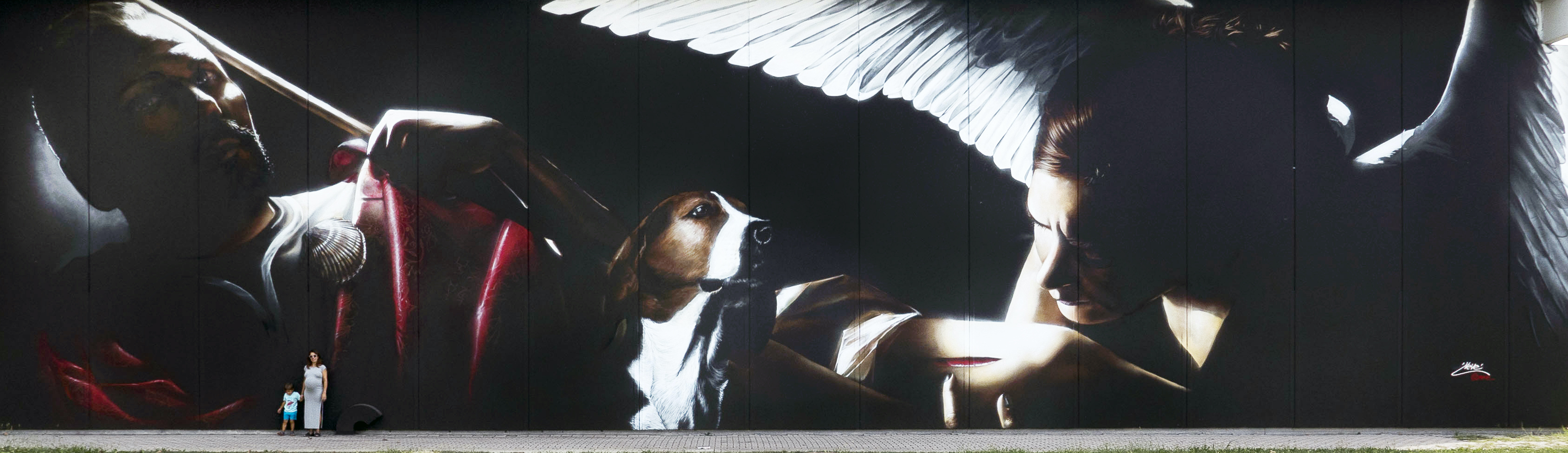
San Rocco e l'angelo (2019), a Dolo (VE), 30x9 m

Tra le sue opere murali più significative: Diamonds (2009), God Save Us Vandals (2010), Uriel (2012), Carità Romana (2013), Sant’Ambrogio (2014), Narciso (2014), Atlante e Pandora (2015), La Morte della Vergine (2016), Leucosia (2017), Dafne (2019), San Rocco (2019). 
Nel corso degli anni, Neve collabora come brand ambassador con numerosi brand – come Campari, Fabriano, Eni Syndial, E-distribuzione, Ikea, Michelin, Banco BPM – realizzando interventi murali inediti e coerenti con il suo stile.
Le sue opere murali – realizzate con la tecnica dello spray e a mano libera  – si caratterizzano per le grandi dimensioni, lo sfondo nero, lo stile iperrealista, il figurativo e i forti chiaroscuri in stile caravaggesco; spesso paragonate a opere rinascimentali, grazie alla capacità dell’artista di fondere arte di strada e classicismo.

### Quadri
Neve realizza i suoi quadri principalmente a matita su supporto in MDF, una tecnica che cita la ruvidità espressiva dello spray su muro, di cui ne riprende lo stile: sia per l’uso del figurativo, nelle cui linee di costruzione si nascondono simboli esoterici, sia per il caratteristico sfondo nero, dal quale l'artista farebbe “emergere solo la luce”, vero soggetto della sua ricerca artistica.
Le sue opere sono state esposte nel 2011 a Düsseldorf insieme a quelle di Giorgio De Chirico e del 2015 è la bipersonale con Peeta presso la Galo Art Gallery .
Numerose gallerie e musei nel mondo hanno ospitato le opere di Neve, tra cui il (Con)Temporary Art (2010), la Biennale di Venezia (2011), St-Art a Strasburgo (2014), 51/53 a Mosca (2015), Street is Culture a Londra (2015). 
Dal 2017 al 2019 espone presso la galleria d’arte internazionale Galeries Bartoux.

### Altro
Nel 2015 il Municipio VI di Roma gli intitola la Scuola dell’Infanzia di via Paternò, 24 (Borghesiana), sulla quale l’artista ha realizzato Gli occhi dei bambini (2015) un’opera contro il razzismo, che ritrae in bianco e nero, ad eccezione degli occhi, i volti di cinque bambini, provenienti da continenti diversi.
Neve – che in un'intervista rilasciata a GQracconta di essere cresciuto solo con la madre vedova, in un contesto difficile tra le borgate torinesi – si è distinto per la realizzazione di opere benefiche a sostegno dei bambini abbandonati, dei bambini affetti da diabete di tipo 1, dei senzatetto di Casa Jannacci e dei migranti; ai quali nel 2019 dedica un muro a Lampedusa, in occasione del memoriale delle vittime del naufragio del 3 Ottobre 2013 .